# LT United
LT United (sprich Lit United) ist eine Pop-Gruppe, die aus sechs in Litauen sehr bekannten Rockmusikern besteht.

## Hintergrund
LT United wurde im Jahr 2006 nur zu dem Zweck gebildet, das Land Litauen beim Eurovision Song Contest 2006 zu vertreten. Die Gruppe wurde bei der Vorausscheidung von den litauischen Fernsehzuschauern mit doppelt so vielen Anrufen wie für den zweitbesten Kandidaten nach Athen geschickt. Die Band trat dort mit ihrem ironischen Lied „We Are the Winners“ auf, dessen Refrain von der Unvermeidlichkeit des Sieges dieses Titels kündete. Das Hallenpublikum in Athen empfand dies teilweise als arrogante Anmaßung und begrüßte die Gruppe mit einem Pfeifkonzert und Buhrufen, was im Halbfinale bereits beim Auftritt der Isländerin Silvia Night vorgekommen war und sonst bei der Veranstaltung eher eine Seltenheit ist. Der Titel erhielt 162 Punkte und landete damit auf dem sechsten Platz der Gesamtwertung. Dieser sechste Platz war der bis dahin beste Platz für Litauen bei diesem Wettbewerb.

## Die Mitglieder
- Andrius Mamontovas
- Marijonas Mikutavičius
- Victor Diawara
- Saulius Urbonavičius
- Arnoldas Lukošius
- Eimantas Belickas

## Trivia
- Victor Diawara war schon 2001 beim Song Contest dabei – als Teil der Gruppe Skamp.
- Die Gruppe wurde vor ihrem Auftritt von vielen der 12.000 Hallengäste ausgepfiffen.
- Die englische Presse fühlte sich nach diesem Auftritt an die besten Momente des surrealistischen Komikers Harry Hill erinnert.